# John North (13e baron North)
Pour les articles homonymes, voir North.
John Dudley North, 13e baron North, né le 7 juin 1917 et tué à la guerre le 19 décembre 1941, est un noble britannique.

## Biographie

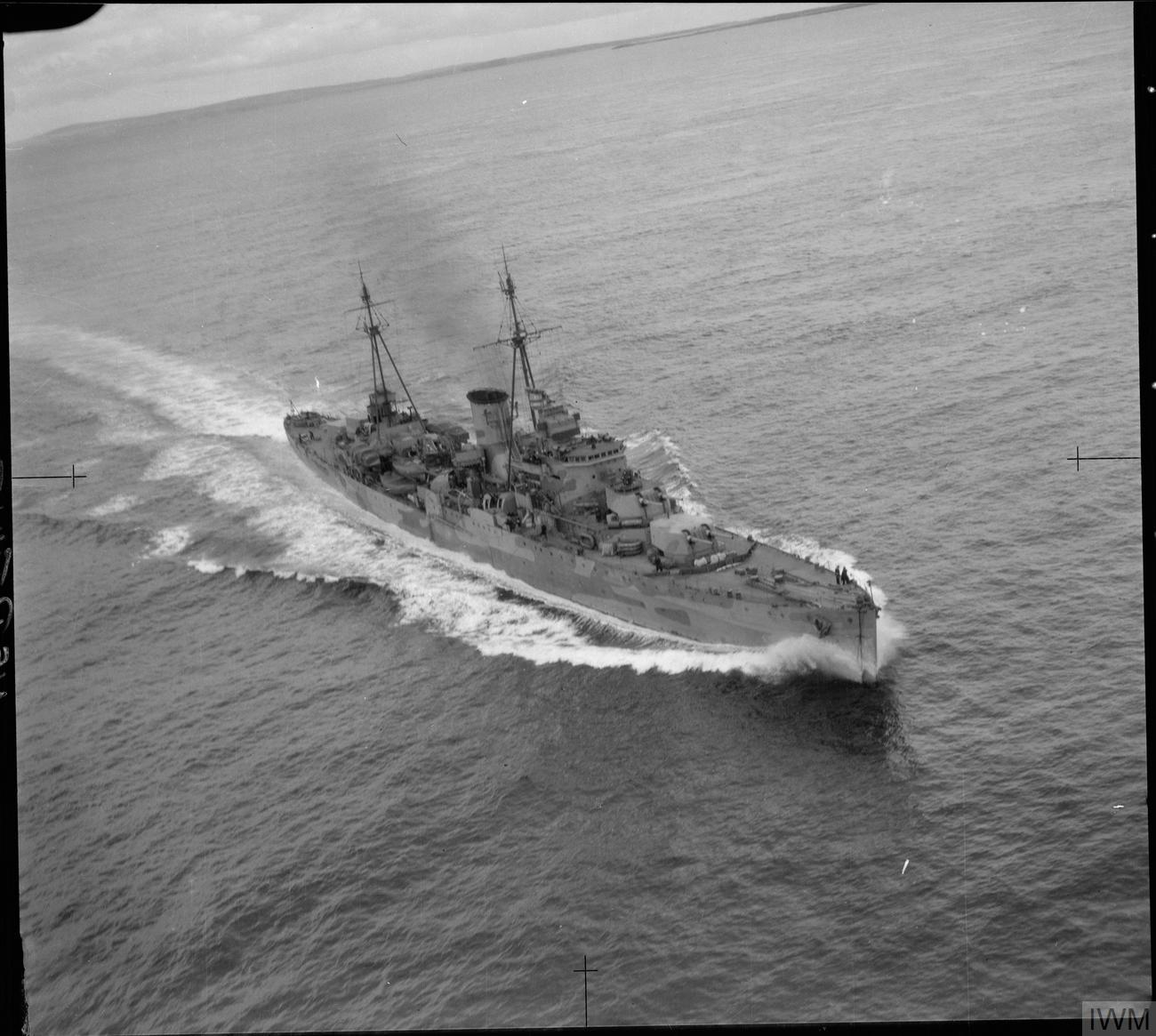
Le croiseur HMS Neptune.

Le titre de baron North (en) de la pairie d'Angleterre est créé en 1554 par la reine Marie Ire pour Edward North (en), alors greffier de la Chambre des lords. Son descendant Frederick North, le 8e baron, est premier ministre de Grande-Bretagne de 1770 à 1782. John Dudley North devient le 13e baron en décembre 1938 à la mort de son grand-père paternel William North, le 12e baron. John North est l'unique fils, et le deuxième des trois enfants, de Dudley North, vétéran de la Première Guerre mondiale et décoré de la Croix militaire, mort en 1936,,.

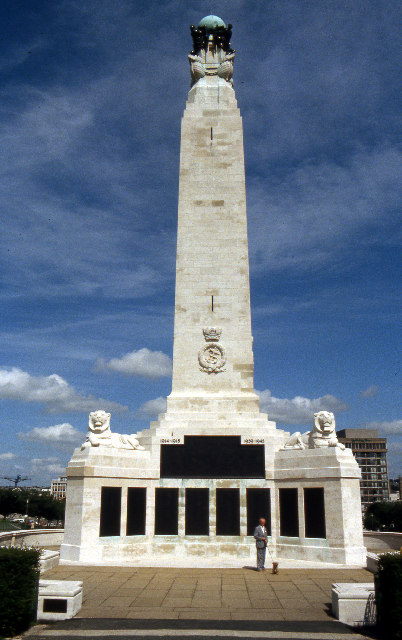
Le Mémorial naval de Plymouth.

John North est lieutenant dans la Royal Navy, et participe ainsi à la Seconde Guerre mondiale. En 1940 il épouse la Sud-Africaine Margaret Glennie, mais n'aura pas d'enfant. Il est tué en décembre 1941 à bord du croiseur HMS Neptune de la Royal Navy, coulé par des mines ennemies en mer Méditerranée, au large de la Libye. Il a 24 ans. Son titre de baron devient alors vacant, car ses deux sœurs sont considérées comme y ayant droit à part égale (le titre est indivis), et ne peuvent en hériter. Sa sœur cadette Susan mourra en 1999, laissant trois filles (et aucun fils), et sa sœur aînée Dorothy en 2011, laissant deux filles (et aucun fils) ; puisqu'il y a plusieurs cohéritières, le titre demeure vacant,,.
John North est l'un des cinquante-six parlementaires britanniques morts à la Seconde Guerre mondiale et commémorés par un vitrail au palais de Westminster. Il est également commémoré au Mémorial naval (en) de Plymouth, dédié aux marins de la Royal Navy morts durant les deux guerres mondiales et n'ayant pas de sépulture,.